# Harry Vos
Pour les articles homonymes, voir Vos.
Henry Antonie Vos est un joueur de football néerlandais né le 4 septembre 1946 à La Haye et mort le 19 mai 2010 à Delft.

## Carrière
Il dispute trois matchs en Coupe d'Europe des clubs champions lors de la saison 1974-1975, avec notamment un huitième de finale face au FC Barcelone.
Il fait partie du groupe de 22 joueurs sélectionnés pour la coupe du monde 1974 où les Pays-Bas s'inclinent en finale. Cependant, il ne participe à aucun match lors de cette compétition et ne portera jamais le maillot Oranje.
Il meurt d'un cancer en 2010.

## Palmarès
- Vainqueur de la Coupe de l'UEFA en 1974 avec le Feyenoord Rotterdam.
- Champion des Pays-Bas en 1974 avec le Feyenoord Rotterdam.
- Vainqueur de la Coupe des Pays-Bas en 1968 avec l'ADO La Haye.